# HMS Princess Royal (1911)
El HMS Princess Royal fue el segundo de dos cruceros de batalla de la clase Lion construidos para la Marina Real Británica antes de la Primera Guerra Mundial. Diseñados en respuesta a los cruceros de batalla clase Moltke de la Armada Imperial Alemana, los barcos mejoraron significativamente la velocidad, el armamento y el blindaje de la anterior clase Indefatigable. El barco recibió el nombre de la Princesa Real Luisa, título concedido ocasionalmente a la hija mayor del Monarca.
Terminado en 1913, el Princess Royal participó en la Batalla de la bahía de Heligoland un mes después del inicio de la Primera Guerra Mundial en agosto de 1914. Luego fue enviado al Mar Caribe para evitar que el Escuadrón Alemán de Asia Oriental usara el Canal de Panamá. Después de que la Escuadra alemana de Asia Oriental fuera hundida en la batalla de las Islas Malvinas en diciembre, el Princess Royal se reincorporó al 1.er Escuadrón de Cruceros de Batalla (BCS). Durante la batalla del Banco Dogger, el barco solo disparó algunos proyectiles, aunque uno de ellos paralizó al crucero blindado alemán SMS Blücher. Poco después, se convirtió en el buque insignia del 1.er BCS, bajo el mando del contraalmirante Osmond Brock.
El Princess Royal sufrió daños moderados durante la Batalla de Jutlandia en 1916 y requirió un mes y medio de reparaciones. Además de brindar apoyo distante durante la Segunda batalla de la bahía de Heligoland en 1917, el barco pasó el resto de la guerra patrullando sin incidentes por el Mar del Norte. Fue puesto en reserva en 1920 y luego vendido como chatarra en 1922 para cumplir con los términos del Tratado Naval de Washington.